# Сухое горючее (альбом)
«Сухо́е горю́чее» — дебютный альбом российской рэп-группы «Песочные люди», вышедший 7 мая 2009 года на лейбле Respect Production. Дистрибуцией занималась компания «Монолит». 7 мая альбом стал доступен в интернет-магазине MUZ.RU, а 12 мая — вышел на компакт-дисках.

## Создание альбома, видео и ремиксы
Гостями на пластинке выступили Скато, Маринесса, Смоки Мо, Змей, Fredro Starr из американской группы Onyx, а также менее известные ростовские рэп-исполнители. Сведением альбома занимался Влади из «Касты».
На песни «ProРэп», «Боль моя» и «Оставь-остынь» были сняты видеоклипы. На песню «Что есть „Стоп“?» был сделан пластилиновый арт-ролик.
В 2010 году был выпущен альбом ремиксов на композиции с альбома под названием «Горючая смесь».

## Критика
Альбом получил в основном положительные отзывы. Обозреватель Иван Напреенко из журнала Rolling Stone Russia отметил уровень текстов, рецензент журнала Billboard и сайта Rap.Ru Андрей Никитин сильную работу участников дуэта, а также уровень пластинки.

## Список композиций
| №   | Название                                                        | Длительность |
| --- | --------------------------------------------------------------- | ------------ |
| 1.  | «Интро» (при участии Тато)                                      | 1:43         |
| 2.  | «Оставь-остынь» (при участии Скато)                             | 3:09         |
| 3.  | «Дым на воде» (при участии Маринесса Покарано и Змей («Каста»)) | 5:00         |
| 4.  | «Боль моя»                                                      | 3:10         |
| 5.  | «Queens-Ростов» (при участии Fredro Starr («Onyx») и БТР)       | 4:32         |
| 6.  | «Мы где-то тут»                                                 | 2:45         |
| 7.  | «АК-47» (интерлюдия)                                            | 0:21         |
| 8.  | «Револьверная чума»                                             | 3:14         |
| 9.  | «ProРэп»                                                        | 3:06         |
| 10. | «Кто сказал» (при участии Смоки Мо)                             | 4:12         |
| 11. | «Сайк И Жара» (интерлюдия)                                      | 0:29         |
| 12. | «Жабры» (при участии Шама («Суисайд»))                          | 3:16         |
| 13. | «Рабы идеи» (при участии Тато)                                  | 3:35         |
| 14. | «Что есть «Стоп»?» (при участии Роэмди («Суисайд»))             | 3:12         |
| 15. | «Сколько можно» (при участии G.R.U. («Толстый Мо»))             | 3:01         |

| №                   | Название                                   | Длительность |
| ------------------- | ------------------------------------------ | ------------ |
| 16.                 | «Ростовский централ» (при участии Копейка) | 4:13         |
| Общая длительность: | Общая длительность:                        | 48:58        |